# إيمي فريد
إيمي فريد (بالإنجليزية: Amy Freed)‏ هي كاتبة مسرحية وكاتِبة أمريكية، ولدت في 1958 في ذا برونكس في الولايات المتحدة.

## وصلات خارجية
- إيمي فريد على موقع قاعدة بيانات برودواي على الإنترنت (الإنجليزية)